# Campulipus nigritulus
Campulipus nigritulus är en skalbaggsart som beskrevs av Louis Burgeon 1934. Campulipus nigritulus ingår i släktet Campulipus och familjen Cetoniidae. Inga underarter finns listade.